# Бизяр (Пермский район)
Бизяр — село в Пермском районе Пермского края. Входит в состав Пальниковского сельского поселения.

## Этимология
Название Бизяр — тюркского происхождения, от слов биз — «железо» и яр — «берег». В медистых песчаниках находилось большое количество железных руд, из которых и получали медистый чугун.

## География
Село расположено на реке Бизярка (приток реки Бабка), примерно в 18,5 км к юго-западу от административного центра поселения, села Нижний Пальник.

## История
В 1924 году в селе Бизяр располагался фельдшерский пункт. Мед персонал: 1 фельдшер.
В 1924 году в селе была действующая водяная мельница, которая работала 12 часов в сутки. Принадлежала Районному исполнительному комитету и находилась в аренде у частного лица.

### Бизярский медеплавильный завод
В 1740 году по указу Пермского горного начальства крепостные крестьяне Сылвинского края на речке Бизяр, правом притоке Бабки построили плотину длиною 580 метров, 6 медеплавильных печей, 3 кузнечных горна, мукомольную мельницу, пильную мельницу, 10 господских домов, накопали и подвезли около 500 тысяч пудов медной руды, заготовили 50 тысяч кубометров дров, выжгли 15 тысяч коробов древесного угля.
3 марта 1741 года завод был пущен. Так был основан Бизярский медеплавильный завод.
Медная руда доставалась на расстоянии от одного до двадцати пяти километров от завода. Завод выплавлял в год до 7 тысяч пудов черновой меди и до 2 тысяч пудов медистого чугуна. Черновая медь отправлялась в Юговской завод, где очищалась в штыковую или чистую медь.
Завод имел 964 человека постоянных крепостных рабочих, кроме этого для исполнения подсобных работ было приписано из деревень Кунгурской провинции крестьян 2338 человек. В селении, где с временно приписанными, проживало до 6 тысяч человек была церковь, 4 кабака, одна арестантская.
После отмены крепостного права, в 1861 году, Бизярский завод, как и все заводы Урала, державшиеся на рабском труде крепостных рабочих и крестьян, стал быстро сокращать своё производство. В 1863 году завод закрылся. Этому способствовало и то, что найденные медные руды на Уральском хребте по содержанию меди доходили до 6 процентов, как руды Прикамья больше 2 процентов встречались очень редко.
Многочисленное население посёлка осталось без средств к существованию. Часть уехало на Мотовилихинский, Юговской и другие заводы. Большинство занялись кустарным промыслом.

## Население
| Год           | 1800 - 1900 | 1923     | 1924     | 1925     | 1926     | 1963    | 1969    | 1981    | 2010   | 2021   |
| Кол-во дворов | ~ 600       |          | 474      | 486      | 511      |         |         |         |        |        |
| В селе        | ~ 3000 чел  | 3179 чел | 2195 чел | 2256 чел | 1614 чел | 586 чел | 435 чел | 130 чел | 70 чел | 94 чел |
| При заводе    | ~ 3000 чел  |          |          | 1800 чел | 2235 чел |         |         |         |        |        |
| Кол-во мужчин |             | 1313 чел |          |          | 1023 чел |         |         |         | 36 чел |        |
| Кол-во женщин |             | 1866 чел |          |          | 1212 чел |         |         |         | 34 чел |        |
| Всего         | ~ 6000 чел  | 3179 чел | 2195 чел | 2256 чел | 2235 чел | 586 чел | 435 чел | 130 чел | 70 чел | 94 чел |

## Улицы
- 25 лет Октября ул.
- Вахромеева ул.
- Ворошилова ул.
- Карла Маркса ул.
- Кирова ул.
- Куйбышева ул.
- Ленина ул.
- Партизанская ул.
- Пролетарская ул.
- Советская ул.

## Топографические карты
- Лист карты O-40-89 Кукуштан. Масштаб: 1 : 100 000. Состояние местности на 1988 год. Издание 1990 г.